# Laminacauda plagiata
Laminacauda plagiata is een spinnensoort in de taxonomische indeling van de hangmatspinnen (Linyphiidae).
Het dier behoort tot het geslacht Laminacauda. De wetenschappelijke naam van de soort werd voor het eerst geldig gepubliceerd in 1901 door Albert Tullgren.